# 英林冰原島峰
66°30′S 110°37′E / 66.500°S 110.617°E
英林冰原島峰（英語：Yingling Nunatak）是南極洲的冰原島峰，位於威爾克斯地，處於戈登堡嶺東南面1.3公里的布朗寧半島東部，根據美國海軍拍攝的空中照片繪入地圖，現時由南極條約體系管理。